# Les Mousquetaires au couvent
Les Mousquetaires au couvent est une opérette en trois actes de Louis Varney, sur un livret de Jules Prével et Paul Ferrier, créée à Paris (aux Bouffes-Parisiens) le 16 mars 1880. Elle est basée sur un vaudeville d'Amable de Saint-Hilaire et Paul Duport, L'habit ne fait pas le moine (1835). L'œuvre, à la frontière de l'opéra-comique, exigeant des chanteurs de premier ordre, est demeurée l'une des plus célèbres du répertoire d'opérette français. Elle connut du succès aussi à l'étranger et fut présentée en russe à Saint-Pétersbourg (1881), en allemand à Vienne (1881), en italien à Rome (1883).  

## Historique
D'abord jouée à Paris, au Théâtre des Bouffes-Parisiens, en 1880, l'oeuvre a été remontée très souvent, notamment au Théâtre des Folies-Dramatiques de 1886 à 1909, ainsi qu'au Théâtre des Menus-Plaisirs en 1896 et 1897 et au Théâtre de la Gaité  en 1899, 1901 et 1913.
Depuis 1945, quelques productions notables ont été remontées : notamment au Théâtre de la Gaîté-Lyrique en 1952 et 1957, au théâtre de la Porte Saint Martin en 1968, à l'Opéra-Comique in 1992, avec Gabriel Bacquier. En Juin 2015 une nouvelle production a l'Opéra-Comique a été mise en scène par Jérôme Deschamps, et dirigée par Laurent Campellone.
Malgré des adaptations récentes, elle est considérée par les spécialistes comme un peu démodée et désuète aujourd'hui.

## Roles
| Rôle                                            | Tessiture     | Créateur à la première, 16 mars 1880 |
| ----------------------------------------------- | ------------- | ------------------------------------ |
| Vicomte Narcisse de Brissac                     | baryton       | Frédéric Achard                      |
| Gontran de Solanges                             | tenor         | Émile Marcelin                       |
| Abbé Bridaine                                   | basse         | Pierre Hittemans                     |
| Comte de Pontcourlay, gouverneur de Touraine    | basse         | Dequercy                             |
| Marie de Pontcourlay                            | soprano       | A Louise Rouvroy                     |
| Louise de Pontcourlay                           | soprano       | Élise Clary                          |
| Simone                                          | soprano       | Giulia Bennati                       |
| La Supérieure du couvent des Ursulines          | mezzo-soprano | Chevalier                            |
| Soeur Opportune                                 |               | Becker                               |
| Rigobert, mousquetaire du Roi                   | basse         | Paul Jorge                           |
| Pichard, aubergiste                             |               | Desmonts                             |
| Premier moine                                   |               | Durand                               |
| Deuxième moine                                  |               | Charlet                              |
| Jeanneton, une élève                            |               | Lynnès                               |
| Claudine, une élève                             |               | Luther                               |
| Margot, une élève                               |               | Bouland                              |
| Agathe, une élève                               |               | Gabrielle                            |
| Jacqueline                                      |               | Rivero                               |
| Langlois                                        |               | Chambéry                             |
| Farin                                           |               | Soumis                               |
| Choeur : villageois, mousquetaires, religieuses |               |                                      |

## Argument
Sous le règne de Louis XIII en Touraine.
Le mousquetaire Gontran (ténor) aime Marie (soprano), nièce du gouverneur de Touraine, et pensionnaire au couvent des Ursulines avec sa sœur Louise. Aidé de son ami Brissac (baryton), et comptant sur la complicité du truculent abbé Bridaine (basse), les deux s'introduisent dans les lieux déguisés en religieux (avec les soutanes qu'ils ont volées à deux pèlerins) dans le but d'enlever Marie. 
Après que Brissac se sera enivré, les deux mousquetaires seront pardonnés. 

### Acte 1
Dans l'auberge 'Au Mousquetaire Gris', à Vouvray

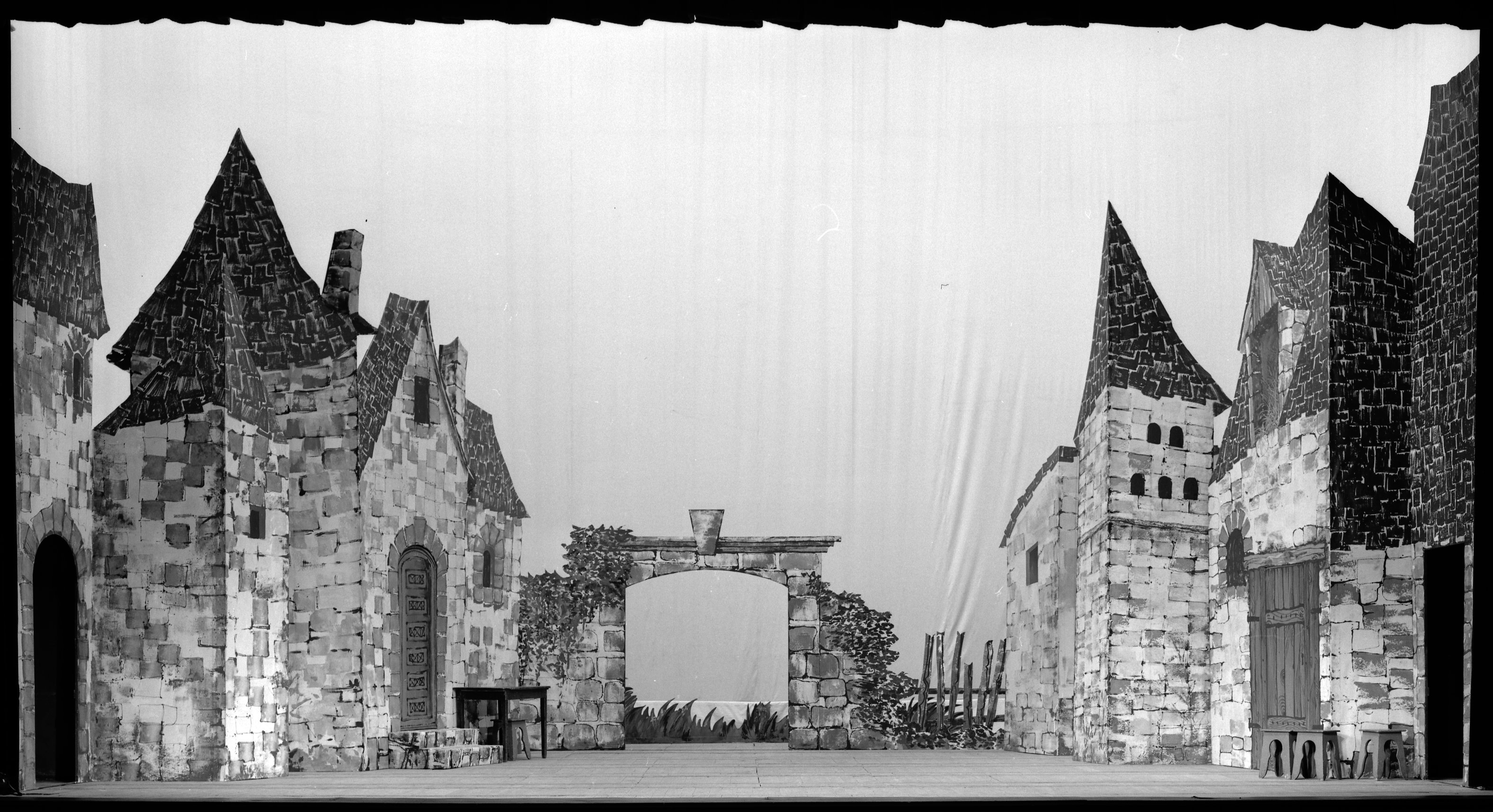
Décor de l'Acte 1 au Théâtre du Capitole de Toulouse en 1968.

A l'auberge du « Mousquetaire gris » , les clients mousquetaires et bourgeois se disputent. Simone, serveuse dans l'établissement, sait mettre tout le monde d’accord. elle se laisse courtiser par un mousquetaire : Narcisse de Brissac. Celui-ci est inquiet pour son ami Gontran qu’il trouve trop mélancolique. Il a fait venir l’abbé Bridaine, ancien précepteur de Gontran, un religieux bon vivant et indulgent. A force de questions, on apprend que le jeune officier est amoureux de Marie, la nièce du gouverneur.
Les deux mousquetaires envisagent  d’enlever la jeune fille, l'abbé Bridaine s’engage donc à plaider la cause de son élève auprès du gouverneur qui, doit bientôt arriver dans la ville.
Malheureusement, le gouverneur est revenu pour annoncer à ses nièces sa décision de leur voir prendre le voile. Voyant deux moines errants qui disent venir de Palestine, il leur demande de se rendre  au couvent pour convaincre les deux jeunes filles de devenir religieuses. Brissac et Gontran n’hésitent pas une seconde : ils prennent la place des deux moines après les avoir enfermés et, une fois déguisés, se rendent au couvent.

### Acte 2

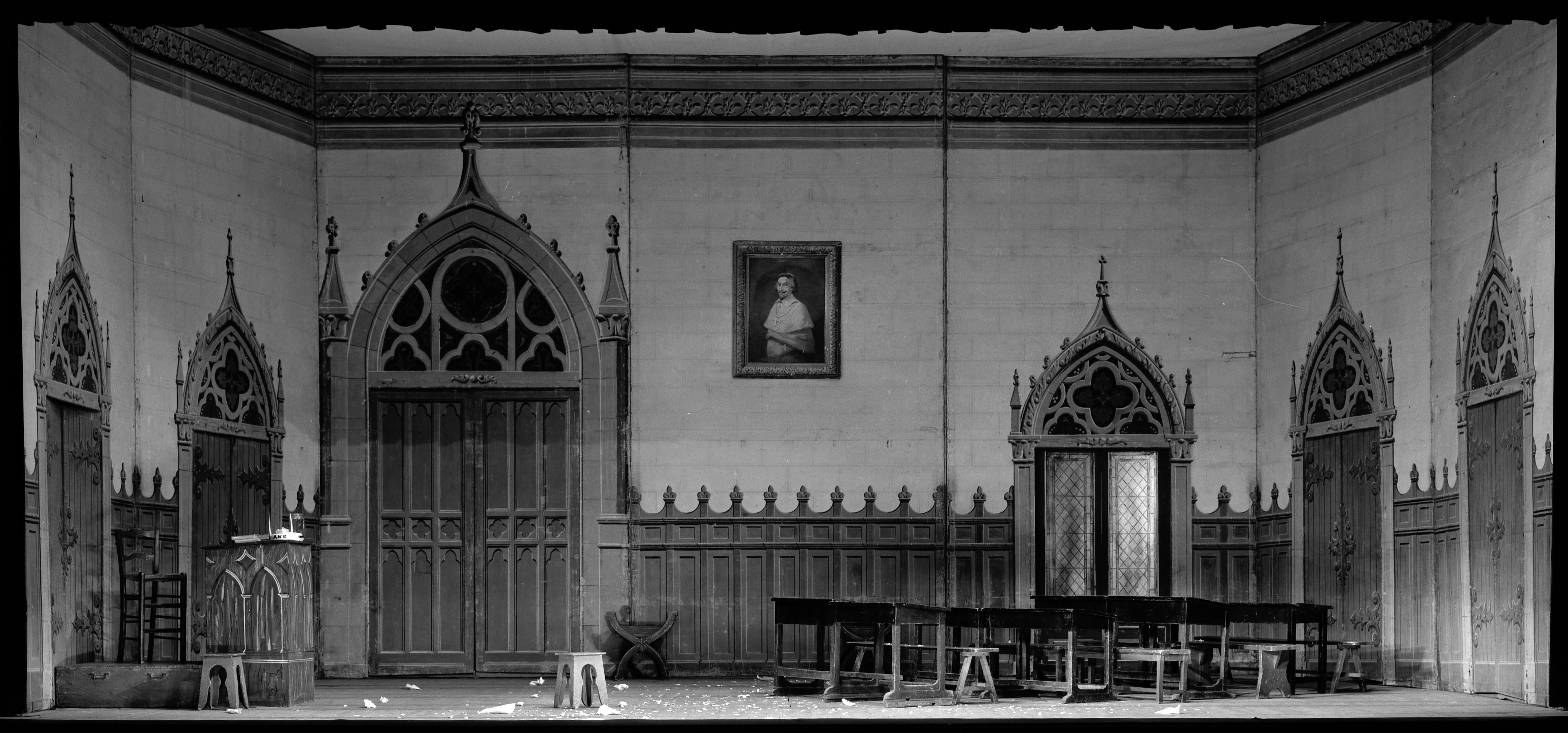
Décor de l'Acte 2 au Théâtre du Capitole de Toulouse en 1968.

Une salle d'étude au couvent des Ursulines
Les deux amis déguisés en moines font une entrée remarquée au couvent, surtout par leur vocabulaire cavalier. Gontran se fait reconnaître de Marie tandis que Brissac sympathise avec Louise. L'abbé Bridaine persuade Marie d’écrire une lettre à Gontran disant qu’elle ne l’aime pas. Peu après il reconnaît les deux mousquetaires mais il ne se sent pas capable de les dénoncer. Il montre toutefois au jeune homme la lettre de Marie. Gontran n'est pas dupe et découvre la supercherie.
Brissac, de son côté boit plus que de raison lors du repas préparé par les religieuses. Il improvise alors devant les pensionnaires un sermon sur l’Amour. C’est le scandale, malgré les efforts de Bridaine qui tente d’excuser les divagations du nouvel arrivant.

### Acte 3
Une cour attenante au couvent

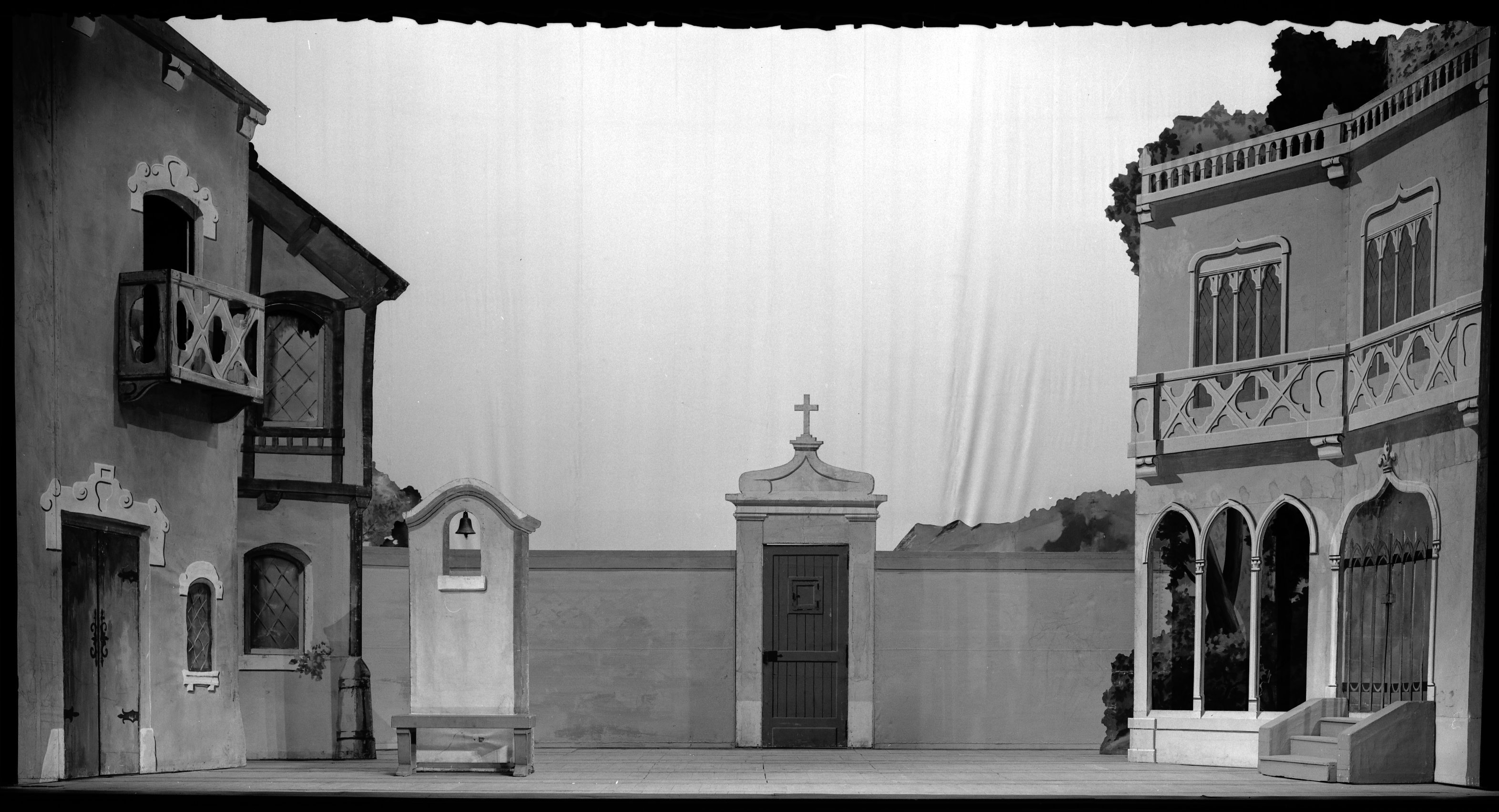
Décor de l'Acte 3 au Théâtre du Capitole de Toulouse en 1968.

Brissac veut aider Gontran a enlever Marie. Louise, une autre nièce du gouverneur, se joint à eux après avoir découvert leur plan, au grand plaisir de Brissac. L'abbé Bridaine arrive au moment où les jeunes gens vont s'enfuir, suivi de près par le Gouverneur.
Les amoureux sont sauvés quand la compagnie découvre que les deux personnes enfermées à l’auberge sont de faux moines qui devaient assassiner le Cardinal. Le stratagème des mousquetaires ayant permis leur arrestation, Gontran et Narcisse seront récompensés au lieu d’être punis : ils pourront épouser Marie et Louise..

## Numéros
Acte I
- Ouverture
- Chœur « Sans nous chercher querelle » et couplets des marchandes « Étrennez-moi, voici des roses »
- Chœur « Que ces mousquetaires » et Rondeau du beau mousquetaire « S’il est un joli régiment » (Simone, chœur)
- Chanson « Eh ! oui, c’est moi l’abbé Bridaine » (Bridaine)
- Couplets « Pour faire un brave mousquetaire » (Brissac)
- Trio  « Parle, explique-toi ! » (Brissac, Bridaine, Gontran)
- Chœur « C’est jour de fête », Villanelle « Quel plaisir c’est à la brune » (Simone, chœur)
- Chœur en sourdine « Maudit soit le gouverneur »
- Chœur « Le gouverneur nous fit largesse »,  Chanson villageoise « Dans le village on dansera » (Simone, chœur)
- Prière « Le front dans la poussière », Couplets « Nous venons de la Palestine » (Brissac, Gontran)
- Finale « Dans le village on dansera » (tous).

Acte II
- Entr’acte
- Chœur « Il faut mes sœurs qu’on rivalise » et dictée « Donc Rebecca sa cruche pleine » (Sœur Opportune, les pensionnaires)
- Scène « Que dites-vous de mon idée », Romance « Mon Dieu, que mon âme incertaine » (Marie)
- Couplets des pensionnaires « Mon père, je m’accuse »
- Morceau d’ensemble « Je voudrais qu’approchant sans crainte »
- Rondo de la petite curieuse « Curieuse ! Curieuse ! (Louise)
- Romance « Il serai vrai ! ce fut un songe » (Gontran)
- Ariette « Gris, suis-je gris vraiment ? » (Brissac)
- Chœur,  scène « De la cloche qui nous appelle » Couplets « L’amour n’est pas quoiqu’on en dise » (Brissac)
- Final « Juste ciel, quel affreux scandale » (tous)

Acte III
- Entr’acte ;
- Chœur en coulisse « Sous les grands murs du vieux couvent » (les soldats)
- Chœur des pensionnaires « Deux à deux posément »
- Air « À la porte des révérends » ou Valse « On se rendait à la chapelle » (Simone)
- Duetto  « Il faut fuir, le danger nous presse » (Gontran, Marie)
- Quintette de l’échelle « Prenons l’échelle » (Marie, Gontran, Simone, Brissac, Louise)
- Finale « Dans le village, on dansera » (tous)

## Discographie
- Les Mousquetaires au couvent - Charles Burles (Gontran), Michel Trempont (Brissac), Jules Bastin (Bridaine), Mady Mesplé (Marie), Christiane Chateau (Louise) - Chœurs et orchestre de la RTBF, Edgar Doneux (chef d'orchestre) - EMI (1979)
- Les Mousquetaires Au Couvent (Version Abrégée) - Michel Dens, Raymond Amade, Liliane Berton, Lina Sachary, Deva Dassy Duvaleix, Nadine Renaux, Choeurs Raymond Saint-Paul, orchestre de l'association de concerts Lamoureux, direction Marcel Cariven - Pathé DTX 30140

## Sources
1. ↑  « Gil Blas », sur Gallica, 23 septembre 1899 (consulté le 27 septembre 2021)

- Le Guide de l'opéra, R. Mancini et J-J. Rouvereux, Fayard, 1986  (ISBN 2-213-01563-5)